# Canthotrypes oberthuri
Canthotrypes oberthuri är en skalbaggsart som beskrevs av Renaud Maurice Adrien Paulian 1939. Canthotrypes oberthuri ingår i släktet Canthotrypes och familjen bladhorningar. Inga underarter finns listade.